# 実践理性批判

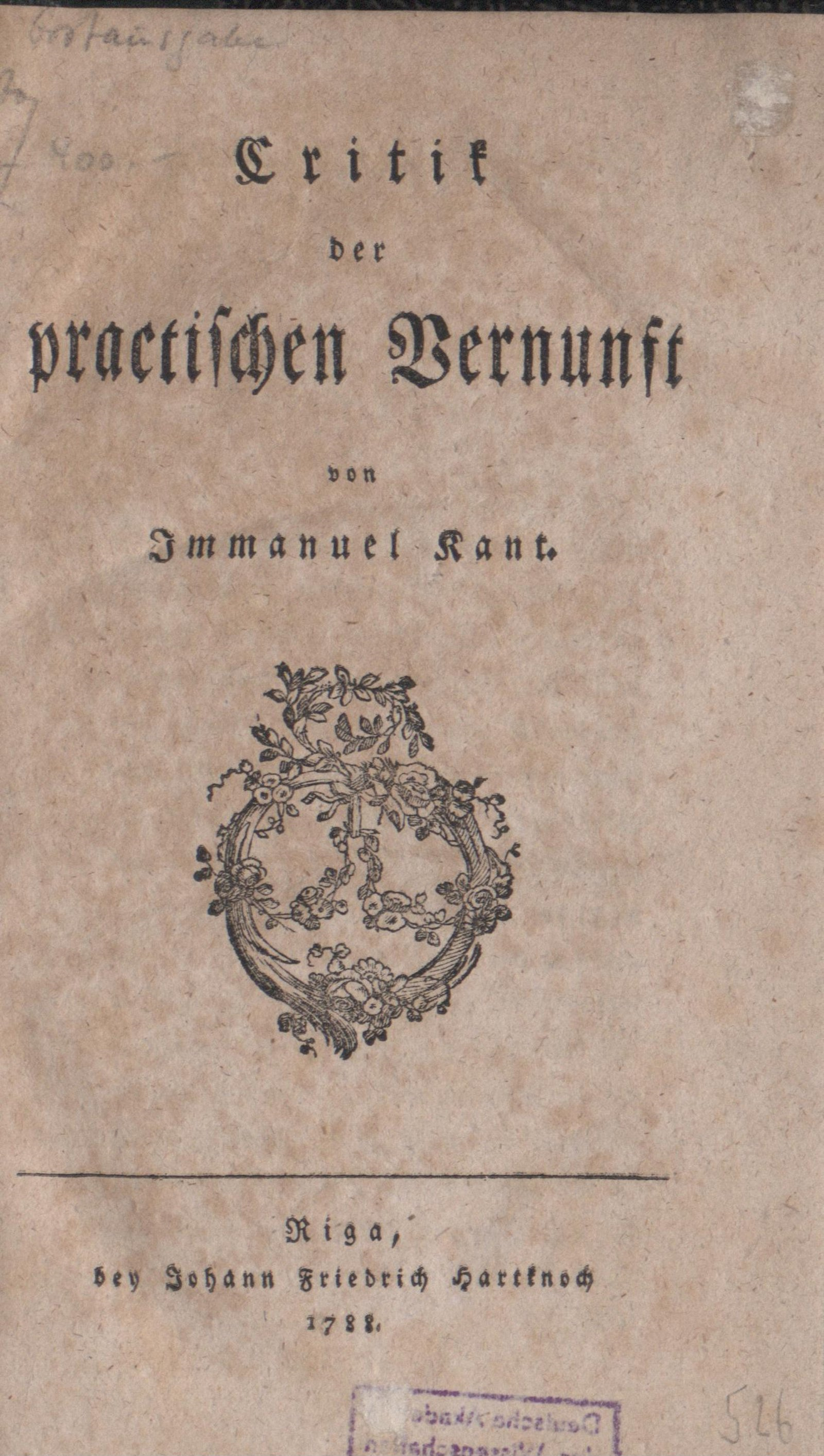

『実践理性批判』（じっせんりせいひはん、独：Kritik der praktischen Vernunft）はカントが著した哲学書である。1788年に出版された。カントのいわゆる三批判書（『純粋理性批判』、『実践理性批判』、『判断力批判』）の一部を占めるため、第二批判（だいにひはん）と呼ばれることもある。

## 概論
純粋実践理性(reine praktische Vernunft)は、経験(Erfahrung)からは独立して意志(Wollen)を規定する普遍的な道徳法則をわれわれに与える。すなわち、「汝の意志の格率(Maxime deines Willens)がつねに普遍的立法の原理(Prinzip einer allgemeinen Gesetzgebung)として妥当しえるように行為せよ(sollen)」（定言命法(der kategorische imperativ)）。カントはこの定言命法が自由（Freiheit）の表明であると、有神論の観点に立って下記のようにいう：
思弁的理性は、実践理性の理念が感情に与える影響に対しては理由を示しえない。同情から善(Gute)をなすことは好ましいが、義務(Pflicht)と責任(Verantwortlichkeit)とは道徳的法則と我々との関係に対してのみ与えられねばならない。また快楽と義務とは峻別される。偉大にして崇高な名である義務は、威嚇によって意志を動かすのではない。かえって法則を定めるのみである。しかしわれわれはこれを尊敬せざるをえない。その根源は、機械的自然から独立した自由な人格性(Persoenlichkeit)にほかならない。純粋実践理性によってわれわれは感性界と知性界に同時に属する。将来における人間の行為を正確に予見できても、なお人間は自由(frei, Freiheit)である。また法則に反する行為の弁護者は、彼自身の内なる告訴者である良心をけっして沈黙させることはできない。
魂の不滅、あるいは永世の前提のみが、無限の進歩を可能とする。道徳論を幸福論とも名づけうるためには、宗教だけがわれわれに与えるところの最高善を促進すべき希望が必要となる。したがって認識理性の対象ではなく、したがって証明もされなかった神は、いまや実践理性によってそのような不死なる魂へ報償を与えるものとして要請され、体系のなかへ位置づけられる。自由・魂の不死・神、これらはみな証明されえず、認識の対象ではないが、しかし実践理性はこれらの概念を前提し、その上に己の法則を立てるのである。したがって次のようにいうことができよう―これらの概念は物自体に他ならない。
原則はあくまでも概念の基礎の上に立てられねばならない。気まぐれは何ら人格に道徳的な価値を与えず、自己への確信を強めない。しかしこの確信なくしては最高善は実現され得ない。「わが上なる輝ける星空とわが内なる道徳律(Der bestirnte Himmel über mir, und das moralische Gesetz in mir)」に対しては、つねに新しくされる感嘆と尊敬の念とがある。動物的な被造者としての私は、短い生命を与えられた後、自らを構成する物質を星に返さねばならない。しかし人格性においては、道徳律は動物性および全感性界に依存することのない生活を開示する。

## 構成
- 序言
- 序論　　実践理性批判の理念について
- 第一部　純粋実践理性の原理論
  - 第一篇　純粋実践理性の分析論
  - 第二篇　純粋実践理性の弁証論
- 第二部　純粋実践理性の方法論
- 結語

## 日本語訳
- 『実践理性批判』 波多野精一・宮本和吉・篠田英雄訳、岩波文庫
- 『実践理性批判』 豊川昇訳、角川文庫
- 『実践理性批判』 宇都宮芳明訳・注解、以文社
- 『カント全集7　人倫の形而上学の基礎づけ　実践理性批判　実践理性批判準備原稿』 深作守文訳、理想社
- 『実践理性批判  世界の大思想 カント』 樫山欽四郎訳、河出書房新社。他に「判断力批判」坂田徳男訳ほか
- 『カント全集7　実践理性批判、人倫の形而上学の基礎づけ』 坂部恵・伊古田理訳訳、 岩波書店、2000年
- 『実践理性批判 倫理の形而上学の基礎づけ』 熊野純彦訳、作品社、2013年
- 『実践理性批判』 中山元訳、光文社古典新訳文庫（全2巻）、2013年